# 谷川秀善
谷川 秀善（たにがわ しゅうぜん、1934年〈昭和9年〉2月3日 - ）は、日本の政治家。
参議院議員（3期）、外務副大臣、大阪府副知事、自由民主党参議院幹事長を歴任。

## 来歴
兵庫県尼崎市生まれ。兵庫県立尼崎高等学校、大阪大学法学部卒業。1957年、大阪府庁に入庁した。赤間文三大阪府知事秘書、大阪府理事、生活文化部長、企画調整部長を経て、1992年に中川和雄知事の下、大阪府副知事に就任する。
1995年、大阪府庁を退職。第17回参議院議員通常選挙に定数3の大阪府選挙区から自由民主党公認で出馬し、最下位で初当選した。2001年の第19回参議院議員通常選挙では、小泉旋風を受けてトップ当選。2004年、第2次小泉改造内閣で外務副大臣に任命された。
2007年の第21回参議院議員通常選挙では、安倍内閣や自民党への逆風が影響し、最下位で3選。同年8月、自民党両院議員総会長に就任。10月、福田康夫内閣で清和政策研究会会長の町村信孝が内閣官房長官に就任し、閥務に時間を割けなくなったため、町村、中川秀直、谷川の3人が町村派代表世話人に就任する。2009年3月、体調不良により辞任した山崎正昭に代わり、自民党参議院幹事長に就任。
2012年6月、翌年の第23回参議院議員通常選挙には立候補せず、引退することを表明した。
2013年11月、秋の叙勲で旭日重光章を受章した。
現在は、浄土真宗本願寺派万徳寺僧侶として隠居生活。

## 人物
- 生家は浄土真宗本願寺派萬徳寺で、かつては住職も務めていた[要出典]。
- 長男の谷川正秀は、1991年に尼崎市議会議員選挙に出馬し、初当選。1992年には生家の住職を継いだ[要出典]。2006年、4期目の途中で市議を辞職し尼崎市長選挙に立候補したが、現職の白井文に大差で敗れた。その後は父である谷川の公設第一秘書を務める[要出典]。
- 次男で秘書の谷川とむ[5]が、2014年の第47回衆議院議員総選挙に自民党公認で大阪府第19区から出馬し、比例近畿ブロックで復活当選。

## 政策
- 選択的夫婦別姓制度導入に反対する[6]。
- たばこ税の増税に反対しており、2010年の財務金融委員会で提出された「公平性を欠くたばこ税増税反対に関する請願」の紹介議員に名を連ねている[7]。

## 所属していた団体・議員連盟
- 神道政治連盟国会議員懇談会
- 日韓議員連盟
- 北京オリンピックを支援する議員の会
- 外国人材交流推進議員連盟
- 天皇陛下御即位二十年奉祝国会議員連盟（常任幹事）

## 発言
- 「尻に火が付いているのに消さないと言っている。かちかち山のタヌキじゃあるまいし、大ごとになってしまうと言いたい。非常に心配している」（2009年6月9日、日本郵政社長人事問題で揺れていた首相の麻生太郎に）[8]
- 「立ち上がるには、ギプスと杖2、3本いるのとちゃいますか」（2010年4月10日、たちあがれ日本の結成について）[9]